# NGC 7252
NGC 7252 è una galassia interagente situata prospetticamente nella costellazione dell'Aquario alla distanza di 222 milioni di anni luce dalla Terra. 
Questa galassia peculiare deriva dall'interazione di due galassie iniziata circa un miliardo di anni fa. Per la sua morfologia particolare, che ricorda l'immagine stilizzata di elettroni in rotazione intorno ad un nucleo atomico, è stata soprannominata Atoms for the Peace (Atomi per la Pace).
Dal nucleo galattico si rilevano emissioni di raggi X e ciò ha fatto ipotizzare l'esistenza di un buco nero di massa intermedia. L'attività di formazione stellare è vivace a seguito dei processi di interazione e fusione delle galassie. 
Tra gli ammassi di giovani stelle visibili è d'obbligo ricordare quello denominato [WSL93] 3 di massa equivalente a 8 x 107 masse solari, che risulta essere il più luminoso ammasso al momento conosciuto, con proprietà simili a quelle di una galassia nana ultra-compatta dalla quale si differenzia per avere un'età attestata sui 300-500 milioni di anni, quindi di formazione troppo recente per una galassia.
Altra struttura identificata all'interno, un disco centrale di 10.000 anni luce che ruota in direzione opposta al senso di rotazione di NGC 7252, è riferibile a quanto resta di un'antica collisone tra due galassie. Analoga interpretazione è stata data alla scoperta di un oggetto, nella periferia della galassia, riferibile ad un Hanny's Voorwerp (dall'olandese: Oggetto di Hanny), una nube molto calda di gas ionizzato che fu osservata la prima volta nella galassia IC 2497.

## Galleria d'immagini

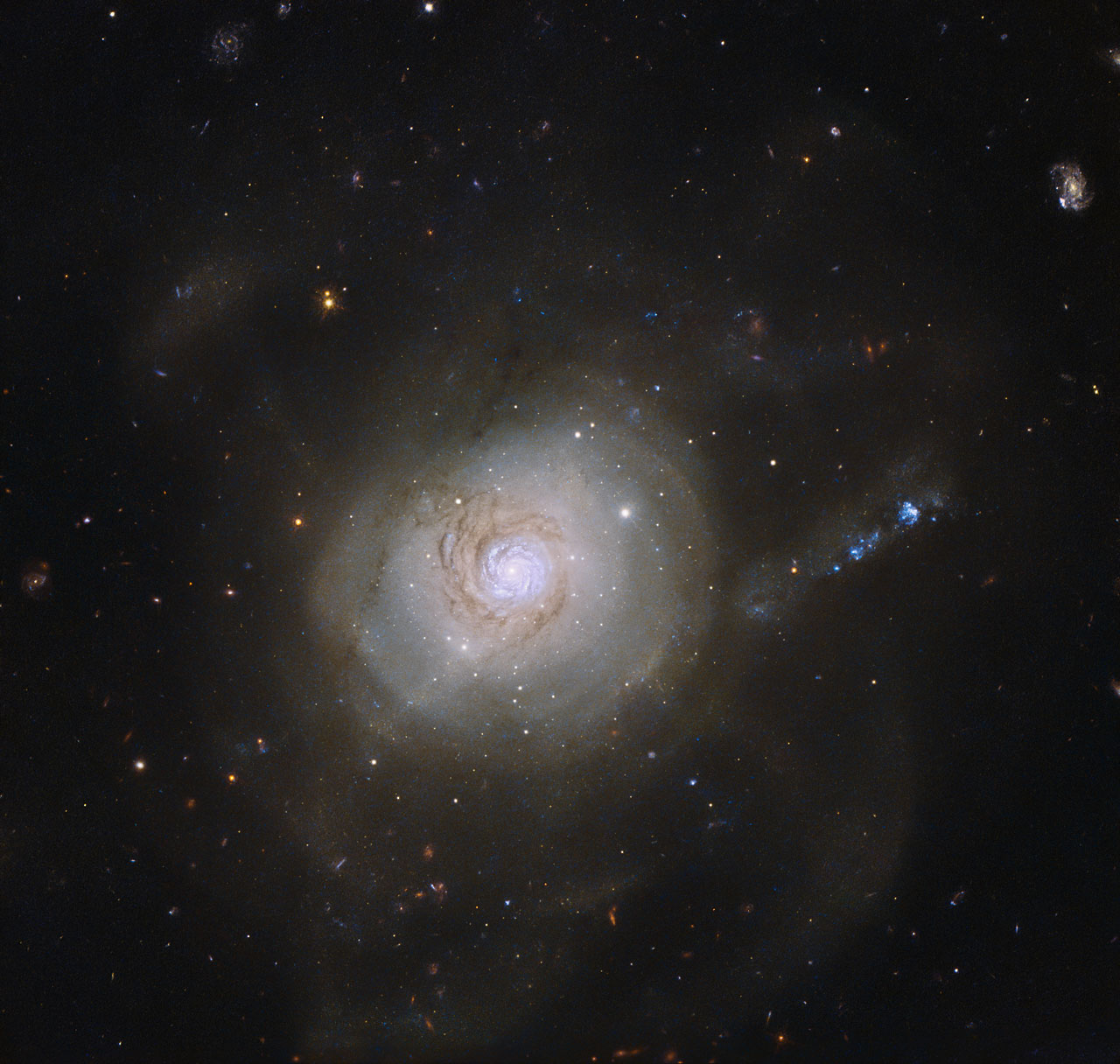
NGC 7252  (Telescopio spaziale Hubble)
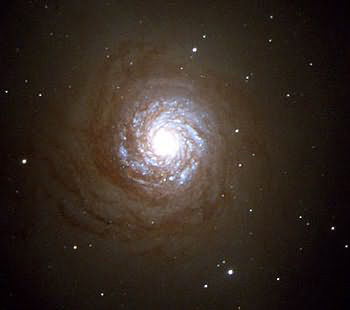
NGC 7252 con l'evidenza del disco centrale